# Église Siméon-le-Stylite de Veliki Oustioug
L'église Siméon-le-stylite (en russe : Церковь Симеона Столпника), est un édifice religieux orthodoxe situé à Veliki Oustioug dédiée à Siméon le Stylite. Sa construction date du milieu du XVIIIe siècle. L'année 1765 est parfois précisée. C'est la seule église de Veliki Oustioug dont l'architecture présente des traits caractéristiques du baroque de l'Europe occidentale. Elle est située dans la partie sud de la ville, un peu à l'écart du centre historique, sur les rives de la rivière Soukhona. Elle a été construite en plusieurs étapes dont la première a débuté en 1725. En 1757, elle est ravagée par un incendie et reconstruite grâce aux dons du marchand I. I. Kourotchkina. En 1765 on lui adjoint un clocher.

## Description
Cette église diffère de manière significative des autres églises de la petite ville du Veliki Oustioug. La façade ouest donne sur la rivière Soukhona, et est précédée de deux chapelles symétriques. Précédemment se trouvait un goulbichtché entre celles-ci. Plus tard, au XIXe siècle, du fait d'inondations et de gel, il a été endommagé et remplacé par une grand escalier, un peu différent du style général de l'église. C'est un édifice à deux niveaux dont la partie inférieure est utilisée comme église d'hiver et l'étage supérieur comme église d'été. Le centre est un volume quadrangulaire auquel sont accolées deux chapelles surmontées en façade d'un fronton semi-circulaire. Le quadrilatère est surmonté, au centre et aux coins, de lanterneaux de forme octogonale à deux étages.  
Les fenêtres sont décorées à l'intérieur, d'architraves baroques, de stucs . Elles sont entourées de pilastres surmontés de chapiteaux garnis de majolique. L'ensemble est de style baroque.  

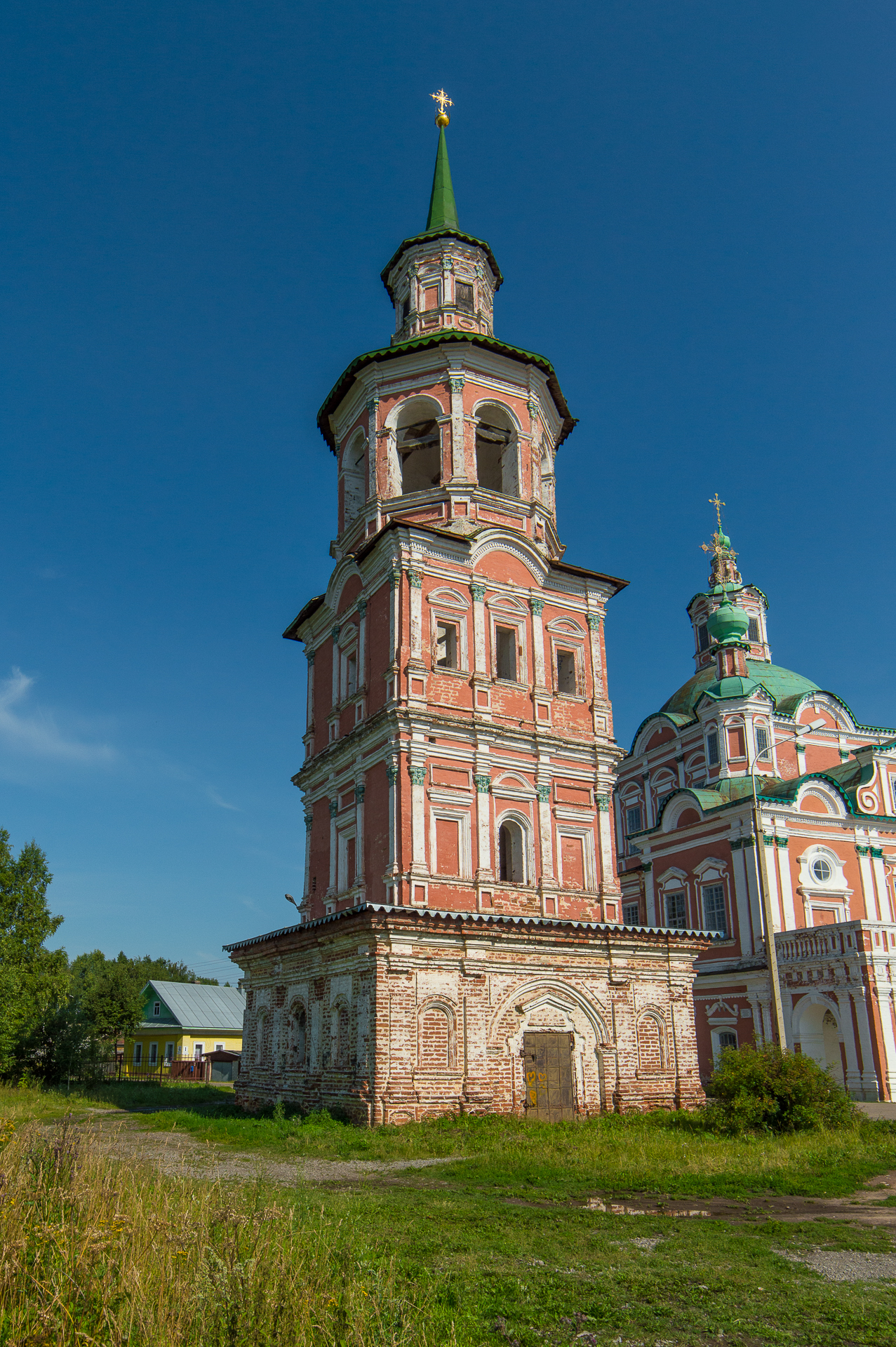
Le clocher de l'église

## Clocher
À l'ouest de l'église un clocher a été construit en 1765, de forme octogonale, à étages, de style baroque également. Il est surmonté d'un toit en flèche, ce qui est caractéristique en Russie à cette époque.

## Sources
- (ru) Церковь Симеона Столпника на сайте Великоустюгского музея-заповедника